# Tamedit
Tamedit  (in arabo تمضيت‎?) è un centro abitato e comune rurale del Marocco situato nella provincia di Taounate, regione di Fès-Meknès. Conta una popolazione di 14 669 abitanti (censimento 2014).